# Свинухові
Свинухові, паксилові (Paxillaceae) — родина грибів порядку болетальних (Boletales).

## Опис
Плодові тіла великі м'ясисті, що складаються з шапинки та ніжки. Гіменофор пластинчатий. Пластинки легко відділяються від м'якоті шапинки, розгалужені, низько спускаються на ніжку, інколи з'єднуючись виразними перегородками. Гіменофор відкритий, несправжні покривала відстуні, поверхня шапинки суха темно-жовтого або коричневого кольору.
Провідний рід Свинуха (Paxillus).
Представники роду неїстівні або отруйні.

## Роди
Відповідно до «Словника грибів» (2007) (Dictionary of the Fungi) родина включає роди:
- Alpova
- Austrogaster
- Gyrodon
- Hydnomerulius
- Meiorganum
- Melanogaster
- Paragyrodon
- Paxillus
- Sarcopaxillus

## Поширення
Ростуть в лісах на ґрунті та деревині.